# John Rubinstein

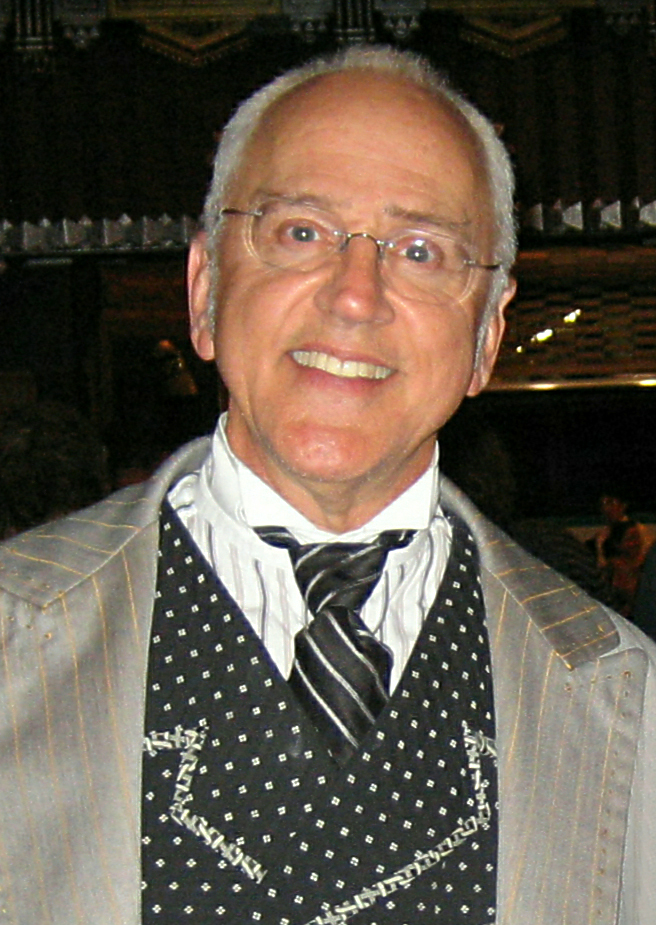
John Rubinstein al Pantages Theater nel 2008

John Rubinstein (Los Angeles, 8 dicembre 1946) è un attore statunitense.

## Biografia
Esordì a Broadway nel 1972 con il musical Pippin e da allora ha recitato spesso a teatro, sia in musical (Ragtime, Wicked), sia in spettacoli di prosa (Figli di un dio minore). Figlio del pianista Arthur, John Rubinstein è stato sposato due volte; prima con l'attrice Judi West dal 1971 al 1992, anno in cui si è risposato con l'attrice Jane Lanier da cui ha divorziato nel 2002. Ha avuto cinque figli: Jessica, Michael, Peter, Jacob, e Max.

## Filmografia parziale

### Cinema
- L'impossibilità di essere normale (Getting Straight), regia di Richard Rush (1970)
- Il signore delle tenebre (Something Evil), regia di Steven Spielberg (1972)
- La macchina nera (The Car), regia di Elliot Silverstein (1977)
- I ragazzi venuti dal Brasile (The Boys from Brazil), regia di Franklin J. Schaffner (1978)
- Chi protegge il testimone (Someone to Watch Over Me), regia di Ridley Scott (1987)
- Occhio al testimone (Another Stakeout), regia di John Badham (1993)
- Red Dragon, regia di Brett Ratner (2002)
- 21 grammi (21 Grams), regia di Alejandro González Iñárritu (2003)
- Rome & Jewel, regia di Charles T. Kanganis (2008)
- Come la prima volta (Hello I Must Be Going), regia di Todd Louiso (2013)
- A proposito dei Ricardo (Being the Ricardos), regia di Aaron Sorkin (2021)

### Televisione
- Il virginiano (The Virginian) – serie TV, episodio 6x02 (1967)
- Giovani avvocati (The Young Lawyers) – serie TV, episodio 1x06 (1970)
- Pepper Anderson agente speciale (Police Woman) – serie TV, 1 episodio (1975)
- Le strade di San Francisco (The Streets of San Francisco) – serie TV, 2 episodi (1972-1977)
- Il transatlantico della paura – miniserie TV (1979)
- Diritto d'offesa (Skokie), regia di Herbert Wise (1981) – film TV
- Fantasilandia (Fantasy Island) – serie TV, 2 episodi (1979-1984)
- Due come noi (Jake and the Fatman) – serie TV, 1 episodio (1987)
- Matlock – serie TV, 4 episodi (1988)
- Giustizia privata - Una madre sotto accusa (In My Daughter's Name), regia di Jud Taylor – film TV (1992)
- La signora in giallo (Murder, She Wrote) – serie TV, episodio 9x08 (1992)
- Frasier – serie TV, 1 episodio (1993)
- RoboCop – serie TV, 4 episodi (1994)
- Star Trek: Voyager – serie TV, episodio 2x01 (1995)
- Un detective in corsia (Diagnosis: Murder) – serie TV, 2 episodi (1994-1996)
- Ultime dal cielo (Early Edition) – serie TV, 1 episodio (1996)
- E.R. - Medici in prima linea (ER) – serie TV, 1 episodio (1997)
- The Practice - Professione avvocati (The Practice) – serie TV, 3 episodi (1998)
- In tribunale con Lynn (Family Law) – serie TV, 1 episodio (2000)
- West Wing - Tutti gli uomini del Presidente (The West Wing) – serie TV, episodio 2x21 (2001)
- Angel – serie TV, 6 episodi (2001-2002)
- Giudice Amy (Judging Amy) – serie TV, 1 episodio (2002)
- Senza traccia (Without a Trace) – serie TV, 1 episodio (2003)
- Streghe (Charmed) – serie TV, 1 episodio (2003)
- NCIS - Unità anticrimine (NCIS) – serie TV, episodio 1x09 (2003)
- Becker – serie TV, episodio 12x06 (2004)
- Friends – serie TV, 2 episodi (2004)
- The Closer – serie TV, 1 episodio (2005)
- Dr. House - Medical Division (House, M.D.) – serie TV, 1 episodio (2005)
- Law & Order - I due volti della giustizia (Law & Order) – serie TV, 1 episodio (2006)
- Cold Case - Delitti irrisolti (Cold Case) – serie TV, episodio 3x18 (2006)
- CSI - Scena del crimine (CSI: Crime Scene Investigation) – serie TV, 1 episodi (2006)
- Numb3rs – serie TV, 1 episodio (2009)
- Brothers & Sisters - Segreti di famiglia (Brothers & Sisters) – serie TV, 1 episodio (2009)
- Desperate Housewives – serie TV, 7 episodi (2009-2012)
- Non toccate mia figlia (A Mother's Rage), regia di Oren Kaplan – film TV (2013)
- Jessie – serie TV, 1 episodio (2014)
- Perception – serie TV, 3 episodi (2014-2015)

## Doppiatori italiani
Nelle versioni in italiano delle opere in cui ha recitato, John Rubinstein è stato doppiato da:
- Oliviero Dinelli in Occhio al testimone, La signora in giallo, 21 grammi, Numb3rs, Revenge, 9-1-1
- Carlo Reali in RoboCop, Norma Jean & Marilyn, Parenthood, Non toccate mia figlia
- Sergio Di Stefano ne I ragazzi venuti dal Brasile, Red Dragon, Desperate Housewives (st. 5-6)
- Dario Penne in Dr. House - Medical Division, Perception, The Orville
- Sandro Acerbo in Chi protegge il testimone, Frasier
- Luigi La Monica in Angel, Cold Case - Delitti irrisolti
- Ambrogio Colombo in Day Break, Feud
- Luciano Roffi in The Closer, The Mentalist
- Carlo Valli in CSI - Scena del crimine (ep. 14x01), A proposito dei Ricardo
- Gianni Giuliano in Desperate Housewives (ep. 7x21, 8x13), Grey's Anatomy
- Alvaro Piccardi in Radici - Le nuove generazioni
- Francesco Prando in Le due signore Grenville
- Sergio Di Giulio in Law & Order - Unità vittime speciali
- Claudio Sorrentino in La macchina nera
- Mauro Bosco in Love Boat (ep. 1x06, 1x13)
- Diego Reggente in Star Trek: Voyager
- Saverio Moriones in Star Trek: Enterprise
- Giuliano Santi in NCIS - Unità anticrimine
- Massimo Rinaldi in Senza traccia
- Paolo Maria Scalondro in Streghe
- Michele Kalamera in Jane Doe
- Toni Orlandi in CSI - Scena del crimine (ep. 6x18)
- Michele Gammino in Criminal Minds
- Mario Scarabelli in Come la prima volta
- Rodolfo Bianchi ne I maghi di Waverly
- Stefano De Sando in Supernatural
- Vladimiro Conti in Bones
- Bruno Alessandro in Dirty John
- Giorgio Locuratolo in Le terrificanti avventure di Sabrina
- Pietro Ubaldi in Dear White People
- Ugo Maria Morosi in Young Sheldon
- Simone Veltroni in La macchina nera (ridoppiaggio)